# Alessandro Balzan

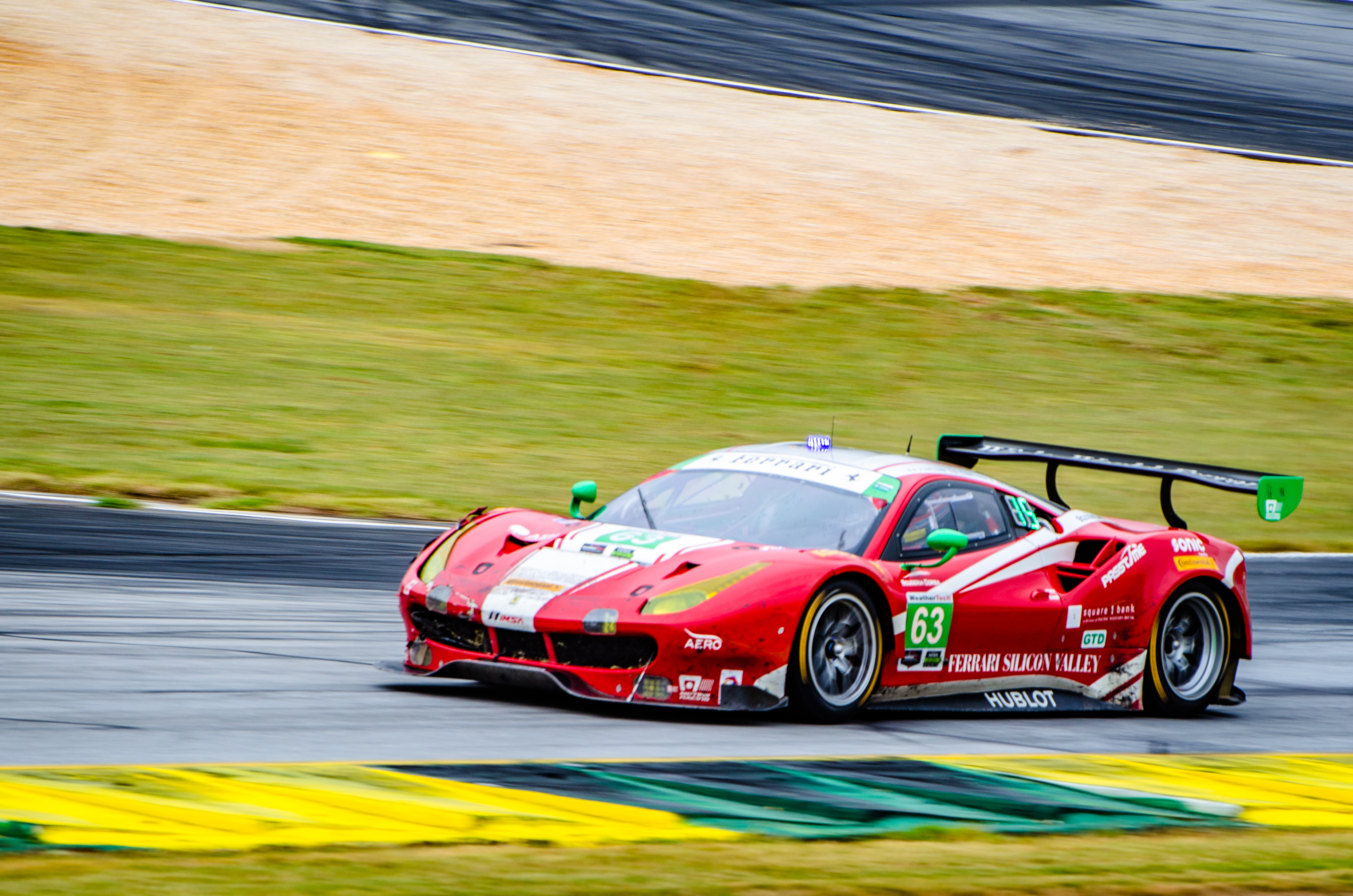
Der von Alessandro Balzan gefahrene Ferrari 488 GT3 beim Petit Le Mans 2017

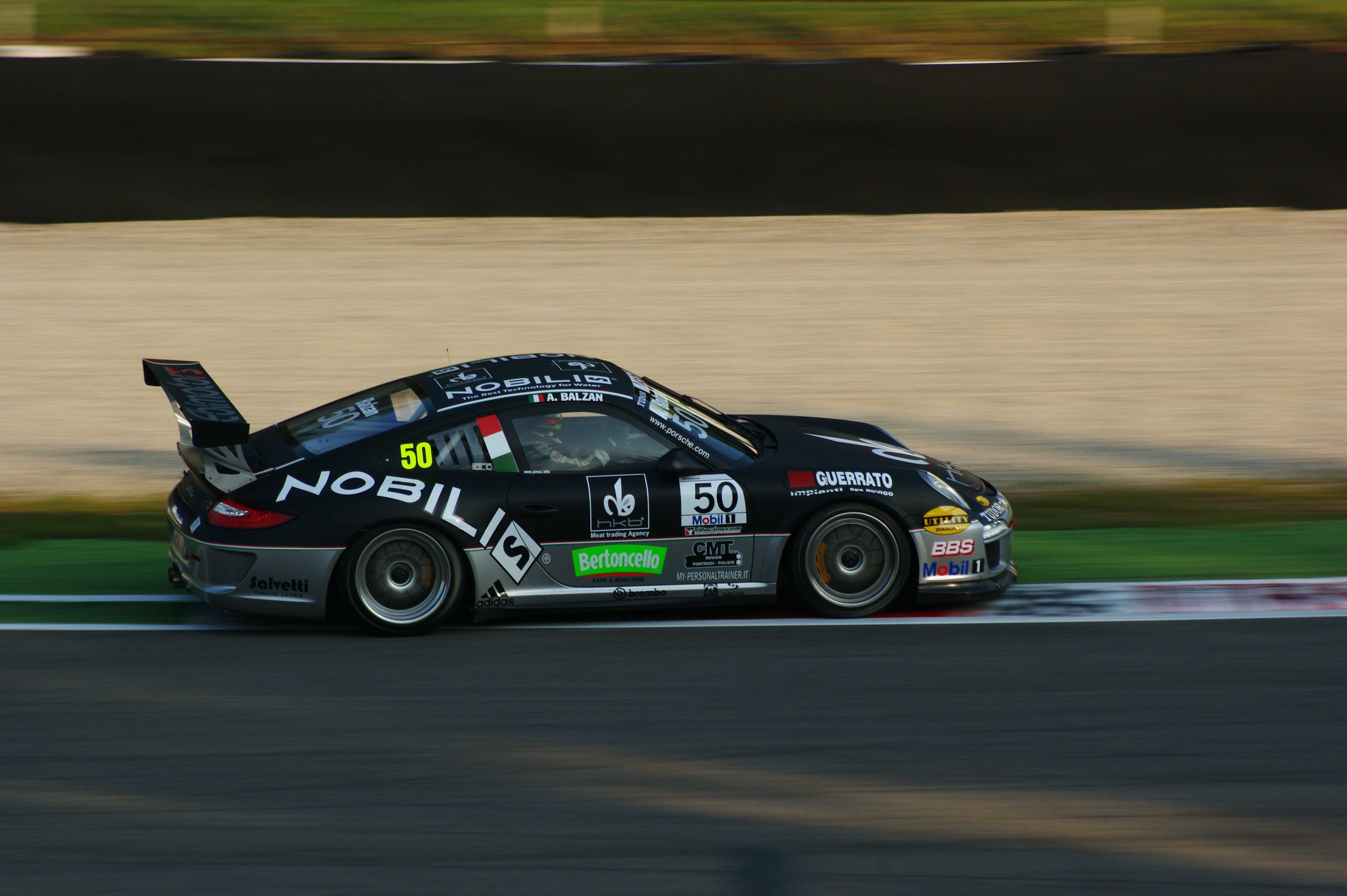
Alessandro Balzan bei einem Rennen zu italienischen Porsche Carrera Cup 2011 in Monza

Alessandro Balzan (* 17. Oktober 1980 in Rovigo) ist ein italienischer Autorennfahrer.

## Karriere als Rennfahrer
Alessandro Balzan gewann 2002 den Alfa 147 Cup Italy und wurde in den 2010er-Jahren zu einem der erfolgreichsten italienischen GT-Rennfahrer. Der Erfolg im Alfa 147 Cup war der Abschluss der 1998 im Renault Megane Winter Cup Italy begonnenen Karrierephase in Markenpokalen. Nach dem dritten Endrang in der Italian Super Touring Car Championship 2006 (Im Alfa Romeo 156 hinter Roberto Colciago und Emanuele Naspetti) und dem zweiten Gesamtrang in der Superstars Championship Italy 2007 (im Jaguar S-Type R hinter Gianni Morbidelli) gewann er 2009, 2010 und 2011 den italienischen Porsche Carrera Cup.
2013 wechselte er in den nordamerikanischen Sportwagensport, wo er GT-Klassen-Meisterschaften in der American Le Mans Series und der IMSA WeatherTech SportsCar Championship gewann.

## Statistik

### Le-Mans-Ergebnisse
| Jahr | Team           | Fahrzeug            | Teamkollege       | Teamkollege        | Platzierung     | Ausfallgrund |
| ---- | -------------- | ------------------- | ----------------- | ------------------ | --------------- | ------------ |
| 2017 | Scuderia Corse | Ferrari 488 GTE     | Bret Curtis       | Christina Nielsen  | Rang 44         |              |
| 2022 | Iron Lynx      | Ferrari 488 GTE Evo | Claudio Schiavoni | Raffaele Giammaria | nicht klassiert |              |

### Sebring-Ergebnisse
| Jahr | Team           | Fahrzeug               | Teamkollege     | Teamkollege       | Teamkollege   | Platzierung             | Ausfallgrund |
| ---- | -------------- | ---------------------- | --------------- | ----------------- | ------------- | ----------------------- | ------------ |
| 2014 | Scuderia Corsa | Ferrari 458 Italia GT3 | Lorenzo Casé    | Jeff Westphal     | Kyle Marcelli | Ausfall                 | Motorschaden |
| 2016 | Scuderia Corsa | Ferrari 488 GT3        | Jeff Segal      | Christina Nielsen |               | Rang 20 und Klassensieg |              |
| 2017 | Scuderia Corsa | Ferrari 488 GT3        | Matteo Cressoni | Christina Nielsen |               | Rang 17                 |              |
| 2018 | Scuderia Corsa | Ferrari 488 GT3        | Cooper MacNeil  | Gunnar Jeannette  |               | Rang 18                 |              |
| 2020 | Scuderia Corsa | Ferrari 488 GT3        | Cooper MacNeil  | Jeff Westphal     |               | Rang 21                 |              |

### Einzelergebnisse in der FIA-Langstrecken-Weltmeisterschaft
| Saison | Team           | Rennwagen       | 1   | 2   | 3   | 4   | 5   | 6   | 7   | 8   | 9   |
| ------ | -------------- | --------------- | --- | --- | --- | --- | --- | --- | --- | --- | --- |
| 2017   | Scuderia Corsa | Ferrari 488 GTE | SIL | SPA | LEM | NÜR | MEX | AUS | FUJ | SHA | BAH |
| 2017   | Scuderia Corsa | Ferrari 488 GTE | 44  |     |     |     |     |     |     |     |     |
| 2022   | Iron Lynx      | Ferrari 488 GTE | SEB | SPA | LEM | MON | FUJ | BAH |     |     |     |
| 2022   | Iron Lynx      | Ferrari 488 GTE | DNF |     |     |     |     |     |     |     |     |